# Minibloq
Minibloq is een grafische ontwikkel-omgeving voor Arduino en vergelijkbare platforms. Het is opgezet om gebruikt te worden als lesmethode op middelbare scholen om te leren programmeren en het aansturen van robots.

## Werking
Minibloq genereert programmacode aan de hand van de gebruikte blokken. Elk blok is onder de motorkap beschreven in XML. Het is uiteindelijk ook de bedoeling (vanaf versie 1.0) dat gebruikers zelf ook programma-blokken kunnen maken. Tijdens het maken van het programma kan de gegenereerde programma-code (in C/C++) getoond worden zodat al vrij snel de relatie tussen programma-code en functionaliteit duidelijk zal worden.
Er is een aantal voorbeelden aanwezig dat bestudeerd en aangepast kan worden.
Bijvoorbeeld:

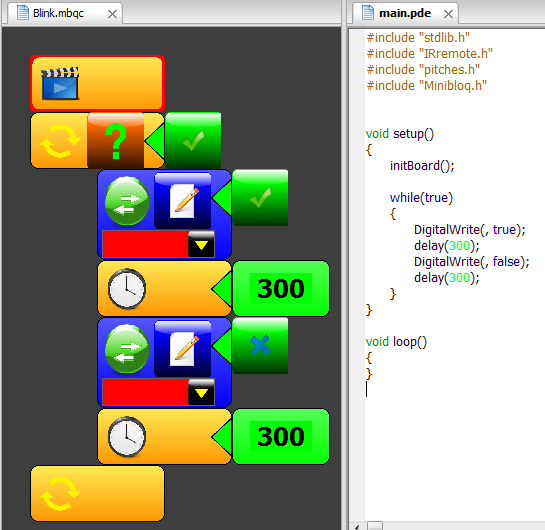
Knipperlicht: Blokken en programmacode.
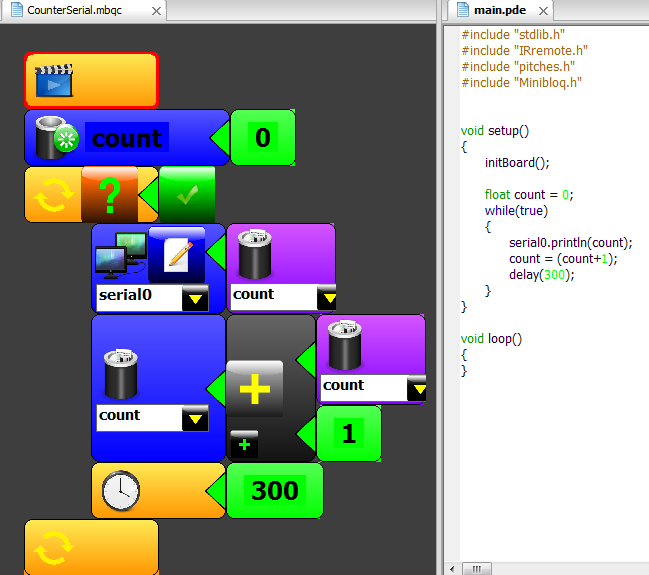
Eenvoudige teller met uitvoer naar de seriële poort.
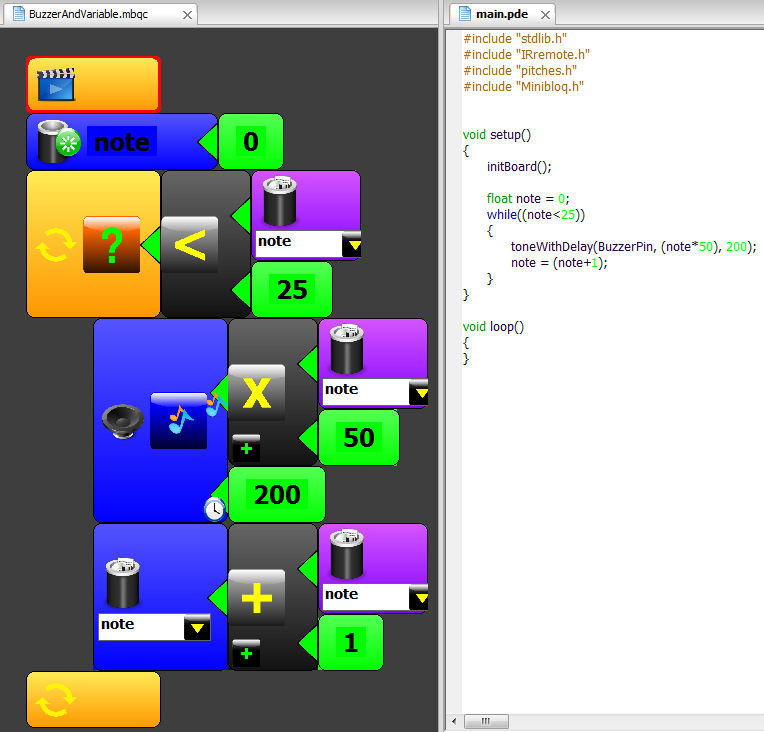
Geluiden (met een buzzer) met variërende frequentie.
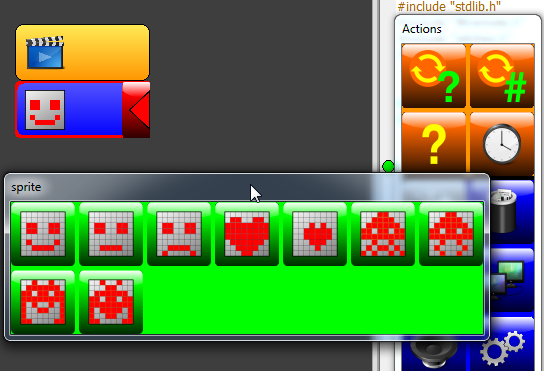
Symbolen om weer te geven op een "LED-Matrix"-scherm.
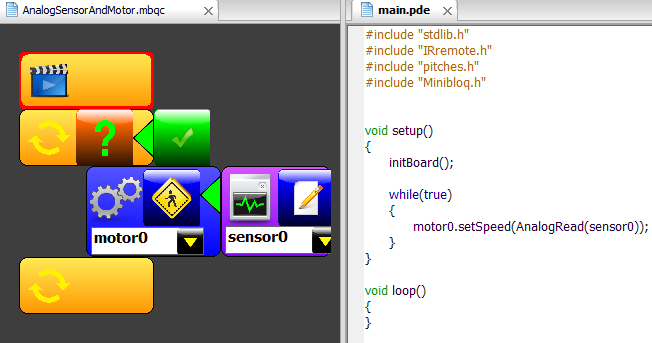
Variërende motor-snelheid aangestuurd via een analoge sensor.

## Ondersteunde besturingssystemen

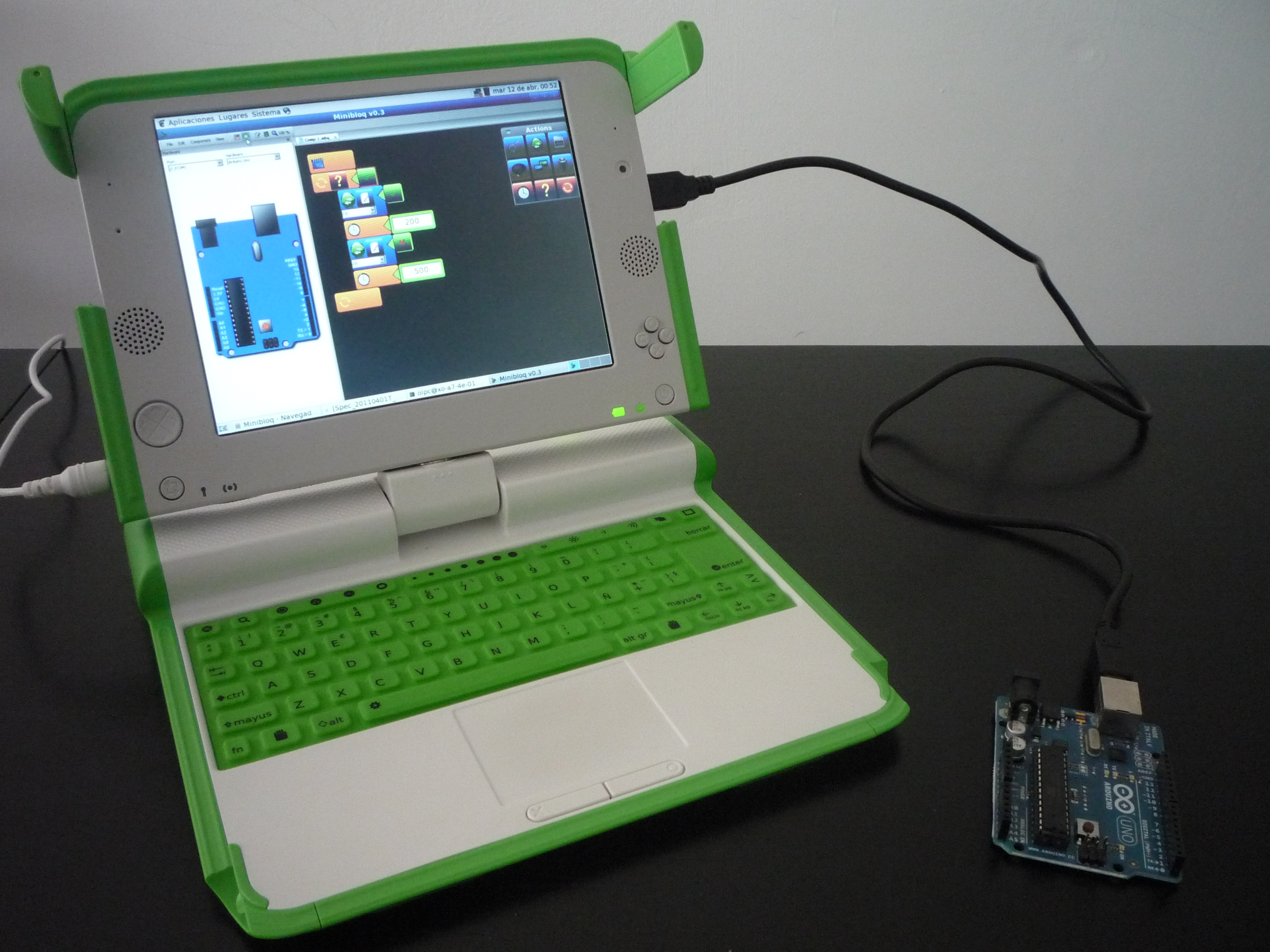
Minibloq + OLPC + Arduino.

Minibloq is ontwikkeld voor Windows, maar het werkt inmiddels ook onder Linux door middel van Wine en Mac OS X.